# Arquidiocese de Rodes
A Arquidiocese de Rodes (Archidiœcesis Rhodiensis) é uma circunscrição eclesiástica da Igreja Católica situada em Rodes, Grécia. Sua Sé é a Catedral de São Francisco de Assis de Rodes.
Possui 2 paróquias servidas por 2 padres, contando com 190 071 habitantes, com 0,2% da população jurisdicionada batizada (400 batizados).

## História
A Diocese de Rodes tem origem muito antiga, sendo provavelmente estabelecida no século II. No século IV era elevada à dignidade de arquidiocese. 
Em 1309 a ilha se tornou a sede da Ordem de Malta até o final de 1522, quando foi conquistada pelos otomanos. Essa diocese acabou por se tornar a antecessora da Metrópole de Rodes, submetida ao Patriarcado Ecumênico de Constantinopla.
Em 1523 a diocese se torna Sé titular in partibus infidelium; em 3 de março de 1797, pela bula Memores Nos do Papa Pio VI, o título é combinado com o da Diocese de Malta.
A Prefeitura Apostólica de Rodes e das Ilhas foi erigida em 14 de agosto de 1897 com o decreto da Congregação de Propaganda Fide Cum controversia, recebendo o território do Vicariato Apostólico da Ásia Menor (atual Arquidiocese de Esmirna). A Prefeitura Apostólica foi confiada aos missionários franciscanos.
Em 28 de março de 1928 por força da bula Pastoris aeterni do Papa Pio XI que revogava a bula de 1797, foi suprimida a Prefeitura Apostólica e restaurada a Arquidiocese de Rodes.
Em 30 de março de 1930 com o breve Constitutione Apostolica de Pio XI algumas ilhas vizinhas foram designadas para a arquidiocese: Astipaleia da Diocese de Santorino, Patmos da Diocese de Chios e Lipso, cuja jurisdição não era clara, coincidindo com o território do então Dodecaneso italiano.

## Prelados

### Sé de Rodes ou Colossus
- Guido, O.P. † (mencionado em 1238)
- Bernardo † (durante o pontificado do Papa João XXII)
- Gregorio †
- Belijan † (? - 1324)
- Anonimo † (mencionado em 1336)
- Ugo de Scuria, O.F.M. † (1351 - 1361)
- Emanuele di Famagosta, O.F.M. † (1361 - ? )
- Guglielmo, O.F.M. † (1365 - ? )
- Giovanni Fardina, O.P. † (1370 - ?)
- Nicola, O.S.Io.Hier. † (1373 - ?)
- Antonio di Fremajariis † (1376 - ?)
- Matteo da Empoli, O.P. † (cerca de 1396 - ?)
- Ligorio Maiorino, O.S.B. † (1400 - 1406)
- Boezio da Tolentino, O.E.S.A. † (1425 - ?)
- Andrea di Costantinopoli, O.P. † (1431 - 1447)
- Giovanni Morelli † (1447 - ? )
- Giuliano de Ubaldini, O.P. † (1473 - ?)
- Leonardo, O.F.M. † (mencionado em 1506)

### Arcebispos titulares
- Marco Cattaneo, O.P. † (1530 - 1546)
- Filippo Spinelli † (1592 - 1605)
- Giovanni Garzia Millini † (1605 - 1607)
- Guido Bentivoglio † (1607 - 1621)
- Alfonso Gonzaga † (1621 - 1649)
- Karl Kaspar von der Leyen † (1651 - 1652)
- Francesco Caetani † (1652 - 1670)
- Lorenzo Gavotti † (1670 - 1679)
- Francesco Niccolini † (1685 - 1692)
- Giorgio Cornaro † (1692 - 1697)
- Giulio Piazza † (1697 - 1706)
- Alessandro Aldobrandini † (1707 - 1730)
- Raniero d'Elci † (1730 - 1738)
- Carlo Francesco Durini † (1739 - 1753)
- Nicola Lercari † (1753 - 1757)
- Giovanni Angelo Ciocchi del Monte † (1758 - 1762)
- Tommaso Maria Ghilini † (1763 - 1778)
- Giovanni Carmine Pellerano, O.S.Io.Hier. † (1780 - 1783)
- Antonio Dugnani † (1785 - 1794)
- Emigdio Ziucci † (1795 - 1796)
- Vincenzo Labini, O.S.Io.Hier. † (1797 - 1807)
  - Sé unida à diocese de Malta (1797 - 1897)

### Prefeitos Apostólicos de Rodes e das Ilhas
- Andrea Felice da Ienne, O.F.M. † (1897 - 1910)
- Ignace Beaufays, O.F.M. † (1911 - ?)
- Bonaventura Rossetti, O.F.M. † (?)
- Florido Ambrogio Acciari, O.F.M  † (? - 1928)

### Arcebispos de Rodes
- Florido Ambrogio Acciari, O.F.M. † (1928 - 1929) (administrador apostólico)

- Giovanni Maria Emilio Castellani, O.F.M. † (1929  - 1937)
- Florido Ambrogio Acciari, O.F.M. † (1938 - 1970)
  - Mikhaíl-Pétros Franzídis, O.F.M. (1970 - 1992) (administrador apostólico)
  - Nikólaos Fóscolos (1992 - 2014) (administrador apostólico)
  - Sevastianos Rossolatos  (2014 - 2021) (administrador apostólico)
  - Theodoros Kontidis, S.J. (desde 2021) (administrador apostólico)